# Elezioni regionali in Toscana del 1985
Le elezioni regionali in Toscana del 1985 si tennero il 12-13 maggio.

## Risultati elettorali
| Liste                                                  | Voti      | %     | Seggi |
| ------------------------------------------------------ | --------- | ----- | ----- |
| Partito Comunista Italiano (PCI)                       | 1.183.428 | 46,22 | 25    |
| Democrazia Cristiana (DC)                              | 679.986   | 26,56 | 14    |
| Partito Socialista Italiano (PSI)                      | 306.797   | 11,98 | 5     |
| Movimento Sociale Italiano - Destra Nazionale (MSI-DN) | 118.420   | 4,62  | 2     |
| Partito Repubblicano Italiano (PRI)                    | 84.725    | 3,31  | 1     |
| Partito Socialista Democratico Italiano (PSDI)         | 43.810    | 1,71  | 1     |
| Lista Verde (LV)                                       | 41.281    | 1,61  | 1     |
| Democrazia Proletaria (DP)                             | 37.098    | 1,45  | 1     |
| Partito Liberale Italiano (PLI)                        | 28.863    | 1,13  | -     |
| Alleanza Italiana Pensionati-Liga Veneta (AIP-ŁV)      | 11.798    | 0,46  | -     |
| Caccia Pesca Ambiente (CPA)                            | 10.797    | 0,42  | -     |
| Partito Nazionale Pensionati (PNP)                     | 8.234     | 0,32  | -     |
| Union Valdôtaine-Partito Democratico-UPAP-Ecologia     | 4.208     | 0,16  | -     |
| Partito Umanista (PU)                                  | 1.027     | 0,04  | -     |
| Totale                                                 | 2.560.472 |       | 50    |

| Riepilogo dei seggi | Riepilogo dei seggi | Riepilogo dei seggi | Riepilogo dei seggi | Riepilogo dei seggi | Riepilogo dei seggi | Riepilogo dei seggi |
| ------------------- | ------------------- | ------------------- | ------------------- | ------------------- | ------------------- | ------------------- |
|                     |                     |                     |                     |                     |                     |                     |
| DP                  | 1                   | ▲ 1                 |                     | PCI                 | 25                  | ━                   |
| PSI                 | 5                   | ━                   |                     | PSDI                | 1                   | ━                   |
| LV                  | 1                   | Nuovo               |                     | PRI                 | 1                   | ━                   |
| DC                  | 14                  | ▼ 1                 |                     | MSI-DN              | 2                   | ▲ 1                 |
| PLI                 | 0                   | ▼ 1                 |                     | PdUP                | 0                   | ▼ 1                 |

## Affluenza alle urne
L'affluenza definitiva è stata pari al 92,83%, per un totale di 2.691.265 votanti su 2.898.983 cittadini elettori.
| Provincia     | Affluenza |
| ------------- | --------- |
| Toscana       | 92,83%    |
| Arezzo        | 93,92%    |
| Firenze       | 93,22%    |
| Grosseto      | 93,73%    |
| Livorno       | 91,91%    |
| Lucca         | 90,41%    |
| Massa-Carrara | 90,32%    |
| Pisa          | 93,87%    |
| Pistoia       | 93,04%    |
| Siena         | 94,11%    |

## Consiglieri eletti
| Collegio      | Lista                                         | Eletto                 |
| ------------- | --------------------------------------------- | ---------------------- |
| Firenze       | Partito Comunista Italiano                    | Gianfranco Bartolini   |
| Firenze       | Partito Comunista Italiano                    | Giulio Quercini        |
| Firenze       | Partito Comunista Italiano                    | Goffredo Landini       |
| Firenze       | Partito Comunista Italiano                    | Franco Camarlinghi     |
| Firenze       | Partito Comunista Italiano                    | Romano Boretti         |
| Firenze       | Partito Comunista Italiano                    | Anna Maria Bucciarelli |
| Firenze       | Partito Comunista Italiano                    | Silvano Calugi         |
| Firenze       | Partito Comunista Italiano                    | Marco Mayer            |
| Firenze       | Partito Comunista Italiano                    | Roberto Teroni         |
| Firenze       | Democrazia Cristiana                          | Giuseppe Matulli       |
| Firenze       | Democrazia Cristiana                          | Rinaldo Innaco         |
| Firenze       | Democrazia Cristiana                          | Enzo Pezzati           |
| Firenze       | Democrazia Cristiana                          | Silvano Bernardini     |
| Firenze       | Partito Socialista Italiano                   | Paolo Benelli          |
| Firenze       | Partito Socialista Italiano                   | Alberto Magnolfi       |
| Firenze       | Movimento Sociale Italiano - Destra Nazionale | Riccardo Migliori      |
| Firenze       | Partito Repubblicano Italiano                 | Stefano Passigli       |
| Firenze       | Lista Verde                                   | Enrico Falqui          |
| Firenze       | Democrazia Proletaria                         | Angelo Baracca         |
| Firenze       | Partito Socialista Democratico Italiano       | Claudio Alvaro Carosi  |
| Arezzo        | Partito Comunista Italiano                    | Bruno Benigni          |
| Arezzo        | Partito Comunista Italiano                    | Menotti Galeotti       |
| Arezzo        | Democrazia Cristiana                          | Pietro Ralli           |
| Grosseto      | Partito Comunista Italiano                    | Mauro Ginnaneschi      |
| Grosseto      | Democrazia Cristiana                          | Piergiorgio Franci     |
| Livorno       | Partito Comunista Italiano                    | Alì Nannipieri         |
| Livorno       | Partito Comunista Italiano                    | Sergio Manetti         |
| Livorno       | Partito Comunista Italiano                    | Mariangela Arnavas     |
| Livorno       | Democrazia Cristiana                          | Giorgio Kutufà         |
| Lucca         | Democrazia Cristiana                          | Giuseppe Bicocchi      |
| Lucca         | Democrazia Cristiana                          | Glauco Moscardini      |
| Lucca         | Partito Comunista Italiano                    | Marco Marcucci         |
| Lucca         | Partito Socialista Italiano                   | Francesco Colucci      |
| Lucca         | Movimento Sociale Italiano - Destra Nazionale | Danilo Ravenni         |
| Massa-Carrara | Partito Comunista Italiano                    | Emilio Pucciarelli     |
| Massa-Carrara | Democrazia Cristiana                          | Fabrizio Geloni        |
| Massa-Carrara | Partito Socialista Italiano                   | Anselmo Menchetti      |
| Pisa          | Partito Comunista Italiano                    | Fabrizio Franceschini  |
| Pisa          | Partito Comunista Italiano                    | Grazia Gimmelli        |
| Pisa          | Partito Comunista Italiano                    | Mino Nelli             |
| Pisa          | Democrazia Cristiana                          | Piero Pizzi            |
| Pisa          | Democrazia Cristiana                          | Mario Biasci           |
| Pisa          | Partito Socialista Italiano                   | Giacomo Maccheroni     |
| Pistoia       | Partito Comunista Italiano                    | Vannino Chiti          |
| Pistoia       | Partito Comunista Italiano                    | Giuliano Beneforti     |
| Pistoia       | Democrazia Cristiana                          | Giancarlo Niccolai     |
| Siena         | Partito Comunista Italiano                    | Emo Bonifazi           |
| Siena         | Partito Comunista Italiano                    | Maria Teresa Fè        |
| Siena         | Partito Comunista Italiano                    | Francesco Serafini     |
| Siena         | Democrazia Cristiana                          | Gian Mario Carpi       |